# مکی کیلتی
مکی کیلتی (به انگلیسی: Macey Kilty،  زادهٔ ۱۳ مارس ۲۰۰۱) یک کشتی‌گیر آزادکار اهل کشور آمریکا است.
از افتخارات وی می‌توان به کسب مدال نقره قهرمانی کشتی جهان ۲۰۲۳ و مدال برنز قهرمانی کشتی جهان ۲۰۲۴ اشاره کرد.